# 國家地理野生頻道
國家地理野生頻道（英語：Nat Geo Wild，英文全稱為）是国家地理学会下属的一个电视频道，近年來各國已陸續停播。

## 背景
2006年8月10日，這個頻道最先在香港和新加坡開播，主要播出野生動物和博物學相關題材的電視節目。稍後這個頻道陸續在英國、土耳其、愛爾蘭、羅馬尼亞及越南開播，取代了國家地理悠人頻道。這個頻道是全球第一個提供雙語言服務的野生電視節目頻道，在香港以英語和粵語播出。馬来西亞方面使用英語，华語，馬來語和淡米尔语四声道播出。2023年1月31日，馬来西亞Astro此頻道已停播被改为Disney+ Hotstar名义复播，后改为Love Nature顶替。